# Jean-Baptiste de Strambino

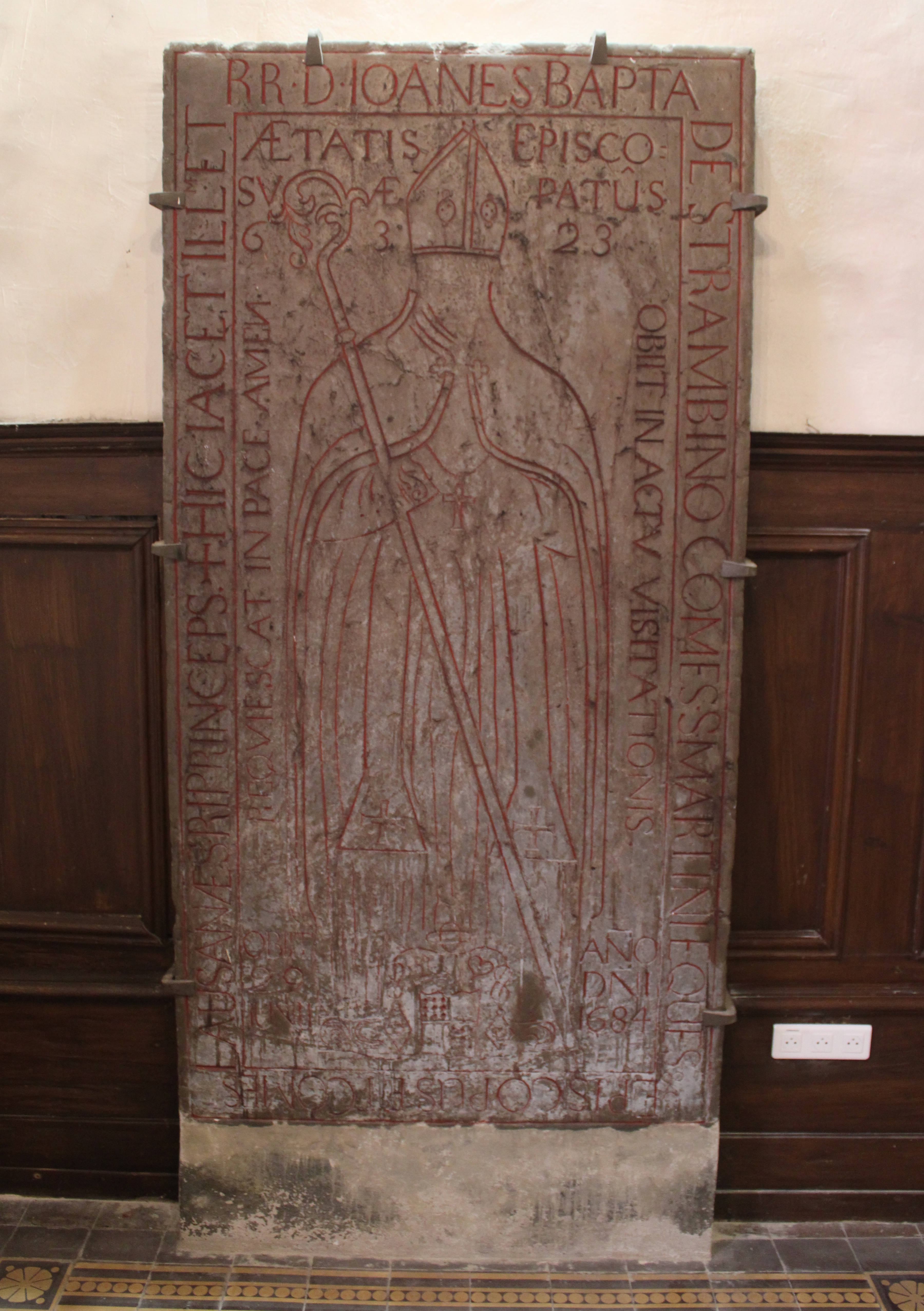
Grabstein für Jean-Baptiste de Strambino in der Kirche Ste-Catherine in Les Hôpitaux-Neufs.

Jean-Baptiste de Strambino OFMObs (* 17. November 1621 vermutlich in Strambino; † 29. Juni 1684 in Les Hôpitaux-Neufs, Franche-Comté) war ein italienischer römisch-katholischer Geistlicher und Bischof von Lausanne. Er residierte bis 1680 in Fribourg.

## Leben
Er war der Sohn des Grafen Jean-Martin von San Martino di Malgrà und der Suzanne. Nach seinem Eintritt bei den Franziskanern von der strikten Observanz wurde er Prokurator seines Ordens.
Als Kandidat des Herzogs von Savoyen für das seit 1658 vakante Bistum Lausanne wurde er am 26. Juni 1662 von Papst Alexander VII. zum Bischof ernannt. Die Bischofsweihe spendete ihm am 16. Juli desselben Jahres in Rom der Kardinalbischof von Porto e Santa Rufina Francesco Barberini.

## Wirken
Strambino war der erste Bischof von Lausanne seit der Reformation, der bemüht war, seiner Residenzpflicht nachzukommen. Seine Amtszeit war geprägt von Auseinandersetzungen mit der Freiburger Regierung, die das Kirchenwesen weiterhin selbstständig verwalten wollte, sowie dem Chorherrenstift St. Niklaus, das sich und die ihm inkorporierten Pfarreien als exemt von der bischöflichen Jurisdiktion betrachtete. Die Vermittlungen des Nuntius Federico Borromeo 1665 brachten nur einen vorübergehenden Ausgleich. Ausdruck von Strambinos Willen zur Durchsetzung der Tridentiner Reformdekrete waren die Synodalkonstitutionen von 1665, in denen das Bistum u. a. in 15 Dekanate eingeteilt wurde. 1682 versuchte er vergeblich, mit Priestern von Saint-Sulpice aus Paris ein Diözesanseminar zu errichten. Auf seinen Visitationen wurde er von einem Vertreter des Freiburger Rats überwacht. Nach Ausweisung seines Sekretärs Michel Romanin zog er 1679–1680 nach Solothurn. Ein Vermittlungsversuch des französischen Botschafters brachte keinen Ausgleich. So wich er 1682 nach Turin aus und versuchte 1684 auf Wunsch der römischen Kurie eine Rückkehr, doch verbot ihm die Freiburger Regierung das Betreten freiburgischen Territoriums. Daraufhin visitierte er nur noch die in der Franche-Comté gelegenen Pfarreien.